# Џокер (филм из 2019)
Џокер (енгл. Joker) је амерички психолошки трилер из 2019. године, заснован на истоименом лику из Ди-Си комикса. Филм је режирао Тод Филипс, који је са Скотом Силвером написао и сценарио. У насловној улози је Хоакин Финикс, док су у осталим улогама Роберт де Ниро, Зази Биц, Франсес Конрој, Брет Кален, Глен Флешлер, Бил Камп, Шеј Вигам, Марк Марон и Даглас Хоџ. Филм је дистрибуирала компанија Warner Bros.. Смештен у 1981. годину, филм прати Артура Флека, пропалог стендап комичара који тоне у лудило и окреће се животу криминала и хаоса у Готам Ситију.
Рад на самосталном филму о Џокеру почео је 2016. а потврђен у августу 2017. године. Тод Филипс је потврђен као режисер, продуцент и сценариста, инспирисан филмовима Мартина Скорсезеа као што су Таксиста, Разјарени бик и Краљ комедије, заједно са Скотом Силвером. Скорсезе је био најављен као продуцент, али је због других обавеза напустио пројекат. Одређени заплети у филму узети су из култних стрипова Бетмен: Убиствени виц и Бетмен: Повратак Мрачног витеза. Хоакин Финикс се пројекту придружио у фебруару 2018. године, а већина глумаца придружила се до августа исте године. Снимање је почело у септембру 2018. године, у Њујорку, Џерзи Ситију и Њуарку, а завршено је у децембру исте године. Џокер је први биоскопски филм о Бетмену који је од стране Америчке филмске асоцијације добио ознаку R.
Филм је премијерно приказан 31. августа 2019. године на Филмском фестивалу у Венецији, где је освојио награду Златни лав, а у америчким биоскопима је изашао 4. октобра исте године. Филм је поделио критичаре; док су Финиксова глума, музика, фотографија и продукција похваљени, мрачан тон филма, представљање менталне болести и насиље поделили су критичаре. Филм је такође изазвао забринутост због сумње да ће постати инспирација за насиље у стварном свету; биоскоп у Орори, Колорадо, у ком је 2012. године дошло до пуцњаве током пројекције филма Успон Мрачног Витеза, одбио је да приказује Џокера. Упркос томе, филм је остварио комерцијални успех, постављајући бројне рекорде током приказивања у октобру. Зарадио више од милијарду долара широм света, што га је учинило првим филмом са ознаком R који је то успео и шестим филмом са највећом зарадом 2019. године.
Џокер је освојио бројне награде. На 92. додели Оскара, био је номинован у 11 категорија, укључујући ону за најбољи филм и најбољег режисера, док је Финикс добио Оскара за најбољег главног глумца, а Хилдур Гуднадотир је награђена за најбољу оригиналну музику. Џокер је такође био други филм заснован на стрипу који је био номинован за најбољи филм, након филма Црни Пантер, годину дана раније.
Наставак, Џокер: Лудило у двоје, премијерно је приказан 2024. године.

## Радња
Године 1981, Артур Флек ради као кловн, сањајући о томе да постане стендап комичар, док живи са својом мајком Пени у Готам Ситију. Готам је препун криминала и незапослености, а велики део становништва обесправљен је и сиромашан. Артур пати од медицинског поремећаја због ког се повремено неконтролисано смеје у непримерено време, а за који му лекове обезбеђују социјалне службе. Након што банда делинквената нападне Артура у уличици, његов колега Рендал даје му револвер за заштиту. Артур започиње везу са комшиницом, самохраном мајком Софи Дамонд, и позива је на свој предстојећи стендап наступ у ноћном клубу.
Док Артур забавља децу у дечјој болници, из џепа му испада револвер. Рендал лаже да је револвер Артур купио сâм и Артур бива отпуштен. Док се и даље нашминкан као кловн враћа кући подземном железницом, на Артура вербално и физички насрћу три пијана јапија Вејн Ентерпрајзеса; Артур у самоодбрани убија двојицу, а трећег рањава након чега га прати из воза и убија на степеницама. Ова убиства осуђује њихов послодавац и кандидат за градоначелника, милијардер Томас Вејн, који оне који успешнијима завиде прозива „кловновима”. Убрзо избијају протести против готамских богаташа, а протестанти почињу да носе кловновске маске, налик Артуровој. Смањење буџета доводи до укидања програма социјалне службе, што оставља Артура без његових лекова.
Софи одлази на Артуров стендап наступ, који протиче лоше, јер се Артур неконтролисано смеје и његове шале не наилазе на смех публике. Артуров идол, Мари Френклин, водитељ популарне вечерње забавне емисије са гостима, руга се Артуру показујући у својој емисији исечке из његовог стендап наступа и назива га „Џокером”. Артур пресреће писмо које је Пени написала Томасу, а у ком се наводи да је он Томасов ванбрачни син, и грди мајку због скривања истине. Артур одлази до виле Вејнових, где се упознаје са Томасовим младим сином Брусом, али бежи након препирке са породичним батлером, Алфредом Пенивортом. Након посете два инспектора полицијске управе Готам Ситија која истражују убиства у возу, Пени доживљава мождани удар и бива хоспитализована.
Артур кришом улази у елитни биоскоп и суочава се са Томасом, који му говори да је Пени у заблуди и да није његова биолошка мајка. У неверици, Артур одлази у државну болницу Аркам и краде Пенин картон, у коме је наведено да је Пени усвојила Артура као бебу и да је допустила свом насилном дечку да их обоје малтретира. Пени, пак, тврди да је Томас искористио свој утицај да би измислио усвајање како би сакрио њихову аферу. Избезумљен, Артур се враћа кући и ненајављено улази у Софин стан. Уплашена, Софи му говори да изађе; Артур схвата да је њихова веза само плод његове маште. Следећег дана, Артур у болници насмрт гуши Пени.
Због популарности исечака из његовог стендап наступа, Артур бива позван у Маријеву емисију. Док се код куће спрема, Артура посећују бивше колеге Рендал и Гери. Артур убија Рендала, али Герија поштеђује због доброг поступања према њему у прошлости. На путу од стана до студија, Артура почињу да јуре двојица инспектора која истражују убиство у возу и сва тројица завршавају у возу препуном кловнова-протестаната. Један од инспектора случајно убија једног протестанта и тако изазива немире, док Артур бежи.
Пре почетка емисије, Артур тражи од Марија да га представи као Џокера, тј. онако како га је ословио док му се ругао. Артур започиње гостовање причајући морбидне вицеве, признаје убиства у возу, држи говор о томе како угњетаване и ментално болесне друштво оставља на цедилу и критикује Марија што га је исмевао. На крају вади револвер и убија Марија, након чега бива ухапшен. Широм Готама избијају нереди. Један од учесника у нередима прати породицу Вејн до споредне улице и убија Томаса и његову супругу Марту, поштеђујући Бруса. Протестанти који су украли возило хитне помоћи забијају се у полицијски аутомобил који превози Артура, ослобађајући га; Артур се пење на кров аутомобила, почиње да плеше окружен гомилом у екстази и размазује крв по лицу у облик осмеха.
У Аркаму, током психијатријског прегледа, Артур се смеје сам са собом и одбија да исприча виц психијатарки, говорећи да га не би разумела. Одлази ходником остављајући за собом крваве отиске стопала, након чега почиње да бежи од једног од запослених.

## Улоге
| Глумац              | Улога              |
| ------------------- | ------------------ |
| Хоакин Финикс       | Артур Флек / Џокер |
| Роберт де Ниро      | Мари Френклин      |
| Зази Биц            | Софи Дамонд        |
| Франсес Конрој      | Пени Флек          |
| Брет Кален          | Томас Вејн         |
| Глен Флешлер        | Рендал             |
| Ли Гил              | Гери               |
| Бил Камп            | детектив Гарити    |
| Шеј Вигам           | детектив Берк      |
| Марк Марон          | Џин Афленд         |
| Данте Переира-Олсон | Брус Вејн          |
| Даглас Хоџ          | Алфред Пениворт    |
| Брајан Тајри Хенри  | Карл               |
| Џастин Теру         | Итан Чејс          |